# Jacek Górecki
Jacek Górecki (ur. 22 kwietnia 1971 w Zabrzu) – polski prawnik, radca prawny, profesor nauk prawnych, nauczyciel akademicki na Wydziale Prawa i Administracji Uniwersytetu Śląskiego, specjalista w zakresie prawa cywilnego i prawa prywatnego międzynarodowego.

## Życiorys
W 1999 na Wydziale Prawa i Administracji UŚl na podstawie napisanej pod kierunkiem Maksymiliana Pazdana rozprawy pt. Umowne prawo pierwokupu uzyskał stopień naukowy doktora nauk prawnych w zakresie prawa, specjalność: prawo cywilne. W 2008 Rada Wydziału Prawa i Administracji UŚl na podstawie dorobku naukowego oraz monografii pt. Forma umów obligacyjnych i rzeczowych w prawie prywatnym międzynarodowym nadała mu stopień naukowy doktora habilitowanego nauk prawnych w zakresie prawa. W 2014 prezydent RP Bronisław Komorowski nadał mu tytuł profesora nauk prawnych. Został profesorem nadzwyczajnym
Wydziału Prawa i Administracji UŚl w Katedrze Prawa Cywilnego i Prawa Prywatnego Międzynarodowego oraz nauczycielem akademickim Uniwersytetu Ekonomicznego w Katowicach. Był zatrudniony w Wyższej Szkole Ekonomii i Administracji w Bytomiu.
Został radcą prawnym.
Od 1 września 2020 r. jest Rzecznikiem praw i wartości akademickich Uniwersytetu Śląskiego.

## Promotorstwo w rozprawach doktorskich[5]
Zastaw zwykły i rejestrowy na akcjach, Sokal Piotr, 2010;
Rozwód w polskim i europejskim prawie prywatnym międzynarodowym, Pacholska Anna, 2014;
Oświadczenie o przyjęciu lub odrzuceniu spadku (zapisu), Reichel Patrycja, 2018;
Uzgodnienie treści księgi wieczystej z rzeczywistym stanem prawnym, Słupik Joanna, 2019;
Sytuacja prawna małoletniego dziecka rozwodzących się rodziców, Wybrańczyk Daniela, 2020 (rozprawa doktorska nagrodzona w konkursie Rzecznika Praw Dziecka);
Renta deliktowa, Trendel Dariusz, 2023.